# Udo Schnelle
Udo Schnelle (né le 8 septembre 1952) est un bibliste allemand et théologien luthérien, professeur à l'université Martin Luther de Halle-Wittenberg spécialiste des études néotestamentaires, et auteur de plusieurs ouvrages théologiques.
Schnelle étudie de 1974 à 1979 à l'Université de Göttingen, où il obtient son diplôme en 1981 et son habilitation en 1985. De 1986 à 1992, il est professeur d'études néotestamentaires à l'université Martin Luther de Halle-Wittenberg et y enseigne depuis 1992. En 2014, il préside l'association de recherche Studiorum Novi Testamenti Societas.

## Publications
- Apostle Paul: His Life and Theology, Ada, Michigan, 1st, 2005 (1re éd. 2003) (ISBN 9781441242006, LCCN 2005025534, lire en ligne)
- History and Theology of the New Testament Writings, trans. Boring, Minneapolis 1998,  (ISBN 978-0-8006-2952-6)
- Theology of the New Testament, trans. Boring, Grand Rapids 2009,  (ISBN 978-0-8010-3604-0)